# Западный обряд в православии
За́падный обря́д в правосла́вии (Правосла́вие за́падного обря́да) — литургический обряд, практикуемый каноническими православными общинами и группами, несущий в себе модифицированные формы исторических западных литургических обрядов. Существует в данных общинах с середины XX века в Русской зарубежной церкви, в Североамериканской архиепископии Антиохийской церкви и Франции.

## Предыстория
До Великого раскола (1054) единая кафолическая Церковь объединяла в себе многообразие литургических форм. После раскола употребление западных обрядов в Восточной греческой церкви пресеклось.
Современное возрождение западной литургической практики восходит к деятельности немецкого католического священника Овербека, перешедшего в православие в 1865 году при содействии российского посольского священника Попова, который принял его как мирянина. Овербек направил прошение в Святейший Синод о дозволении основать в Англии Православную церковь западного обряда. Митрополит Филарет не принял определённого решения, но не исключал такого замысла. В 1869 году он подал прошение, подписанное 122 просителями, в основном трактарианцами. В 1870 году он был приглашён в Санкт-Петербург, дабы лично представить своё дело, для оценки которого Синод создал комиссию. Комиссия одобрила представленную Овербеком редакцию западной литургии.
В августе 1879 года Овербек имел аудиенцию у Константинопольского патриарха Иоакима III и также заручился его принципиальной поддержкой проекта. Но замыслы Овербека не воплотились в действительность.
В 1870—1890-е годы активным поборником присоединения «старокатоликов» к православию при сохранении их обряда был генерал Киреев (1838—1910).
Первой общиной западного обряда стал бывший епископальный приход во главе с Жозефом Вилаттом (Joseph René Vilatte) в Грин-Бее (Висконсин), принятый в православие в 1890 году российским епископом в Северной Америке Владимиром (Соколовским-Автономовым); но существовал недолго, так как Виллат вскоре был рукоположён в сиро-яковитского епископа.

## Во Франции
16 июня 1936 года в ответ на просьбу группы Луи-Шарля Винара заместитель Патриаршего местоблюстителя митрополит Сергий (Страгородский) издал указ, поручавший желающих присоединиться к православию с сохранением западного богослужения попечению митрополита Виленского Елевферия (Богоявленского), управляющего Западно-Европейскими приходами Русской церкви. Группа была принята под названием l’Église Orthodoxe Occidentale («Западная православная церковь») и вскоре оказалась в окормлении Евграфа Ковалевского (впоследствии епископ Сен-Денийский Иоанн-Нектарий) под названием (с 1948 года) Французская православная церковь (l’Église Orthodoxe de France) или «Кафолическая православная церковь Франции» (l’Église Catholique Orthodoxe de France или ECOF). Ковалевский в 1946 году начал развивать в ней Галликанский обряд. В 1948 году, после значительных исследований, архимандритом Алексием (ван дер Менсбрюгге) (с 1 ноября 1960 года викарный епископ Медонский) была издана реставрированная Римская месса под названием La Liturgie Orthodoxe de Rit Occidental.
С 1959 по 1966 год Ковалевский и его община были в каноническом подчинении РПЦЗ, в которой он получил епископскую хиротонию в 1964 году. В тот период Церковь Франции пользовалась активной поддержкой со стороны Иоанна (Максимовича). Его кончина в 1966 году стала серьёзным ударом по движению западного обряда. Преемник Ковалевского Жиль Бертран-Арди (Gilles Bertrand-Hardy) в 1972 году был принят в Румынский патриархат в румынском посольстве в Париже и был рукоположён во епископа с именем Герман (Germain de Saint-Denis). Из-за канонических разногласий в 1993 году ECOF большей частью покинула Румынский патриархат, уйдя таким образом в раскол. Для тех приходов, которые пожелали остаться в Румынском патриархате (несколько во Франции и один в Швейцарии), был создан особый деканат галликанского обряда, во главе которого был поставлен священник Григорий Бертран-Харди. 3 апреля 1997 года Ассамблея православных епископов во Франции специальным постановлением выразила отрицательное отношение к ECOF.
В 2001 году после скандала, вызванного открытием факта брачного статуса епископа Германа в 1995 году, 10 приходов откололись от ECOF и образовали «Союз культовых православных ассоциаций западного обряда» (Union des Associations Cultuelles Orthodoxes de Rite Occidental, сокр. UACORO). В скором времени UACORO начал искать соединения с Православной церковью. Один из приходов в Страсбурге присоединился к Корсунской епархии Московского патриархата. В 2004 году UACORO начал переговоры с Сербским патриархатом. 20 марта 2005 года епископ Афанасий (Евтич), председатель комиссии при Священном синоде Сербской церкви по переговорам с UACORO, призвал всех верующих Союза к незамедлительному обращению в Православную церковь (любой юрисдикции). 15 июня Синод Сербской церкви постановил, что члены UACORO могут быть приняты в общение только в индивидуальном порядке, но не как каноническая общность, а также при условии полного признания богослужебной традиции Православной церкви, в частности Божественной литургии. В 2006 году многие члены UACORO в индивидуальном порядке (как духовенство, так и миряне) были приняты в Западноевропейскую епархию Сербского патриархата. Остальные члены UACORO в декабре того же года учредили неканоническую «Православную церковь галлов» (l’Église Orthodoxe des Gaules).
Приходы ECOF используют литургию Св. Германа, представляющую собой переработку Галликанского обряда с элементами византийского, кельтского и мосарабского обрядов. Согласно исследованию епископа Афанасия (Евтича) обряд, практикуемый ECOF, нельзя назвать западным в полном смысле этого слова.

## В Северной Америке

### В составе Антиохийской православной церкви
В мае 1958 года Антиохийский Патриарх Александр III дозволил митрополиту Антонию (Баширу) учредить приходы западного обряда, что он исполнил в августе 1958 года. В отличие от указа митрополита Сергия 1936 года, указ митрополита Антония не допускал свободного биритуализма для мирян и духовенства.
В 1961 году на основании указа митрополита Антония в Антиохийскую Архиепископию было принято Общество (Society of Clerks Secular of St Basil) во главе с Александром Тёрнером (Alexander Turner), который по переходе в православие стал священником.
В 1977 году в Антиохийское викариатство западного обряда был принят епископальный приход в Детройте, который первым начал использовать обряд на основе англиканского, одобренный в 1904 году Тихоном во время его пребывания в Америке, и поэтому частно называемый Литургией св. Тихона. Литургия св. Тихона практикуется большинством приходов викариатства. Другие приходы используют литургию св. Григория (адаптированная Тридентская месса).
К 2004 насчитывалось 20 приходов. В 1995 викариатство было разделено на 3 деканата.
На конец 2009 — начало 2010 годов число приходов викариатства западного обряда Антиохийского патриархата в США достигало уже 33, также под управлением викариатства находилось ещё 3 прихода в Австралии и Новой Зеландии.

### В составе Русской православной церкви заграницей
13 ноября 2008 года было принято решение, что все общины западного обряда в РПЦЗ находятся в прямом подчинении митрополита Илариона (Капрала).
На середину 2010 года в составе Русской православной церкви за рубежом было 9 общин, служащих по восстановленному Сарумскому обряду.
В середине 2010 года из «Православной церкви Франции» (ECOF) был принят священник и публицист Аллин Смит (Allyne Smith), и его приход св. Иоанна Чудотворца (Де-Мойн, штат Айова), в приходе продолжает использоваться галликанская литургия.
В ноябре 2010 года стало известно, что в РПЦЗ принята целая неканоническая юрисдикция, насчитывающая десять приходов, Братство св. Григория Великого. В братстве используют обряд, принятый в Крайстминстерском монастыре. И, таким образом, к 1 января 2011 года в составе РПЦЗ насчитывалось уже 20 приходов, использующих западный обряд.
17 мая 2011 года приходы западного обряда были выделены в отдельный викариат, епископ Иероним (Шо) был назначен помощником первоиерарха РПЦЗ по управлению этими общинами.
10 июля 2013 года епископ Иероним (Шо) отправлен на покой с вынесением порицания и наложением ряда ограничений; в отношении приходов, придерживающихся западного обряда, указано на необходимость принятия ими богослужебного Устава Православной Восточно-Кафолической Церкви при сохранении, в случае необходимости, некоторых особенностей западного обряда. Ежегодно в РПЦЗ проходят конференции западного обряда, на которых рукополагают новых западнообрядных клириков.
В 2022 году Архиерейский собор РПЦЗ принял решение сохранить статус приходов западного обряда в РПЦЗ только в Северной Америке. По словам митрополита Николай (Ольховского): «Мы будем подробнее знакомиться с их богослужебными книгами, нам предстоит установить для этих приходов единообразный богослужебный устав. И так продолжим миссионерские труды приснопамятного владыки Илариона».

## Критика
В течение всего времени существования восстановленного западного обряда в православии существует и его критика, от возражений литургического или исторического характера до утверждений о том, что западнообрядные клирики и миряне обряда на самом деле — не православны в своей практике.

### Только византийский обряд является православным
В 1978 году Архиерейский собор Русской православной церкви заграницей принял постановление: «Западный обряд в её нынешнем виде был введён после отступничества запада от Православной церкви, который находится не в соответствии с литургической жизнью Православной церкви, и с которой она была единой на протяжении многих веков. Он не отражает литургической традиции Православной церкви. Таким образом, он не удовлетворяет обращённых в православие, когда они ознакомились с ней в большей степени, и нигде (западный обряд) не пользовался успехом. Вследствие этого, Архиерейский собор не признает возможным использование традиций западного обряда в Русской церкви».

### Отсутствие литургической преемственности
Многие комментаторы утверждают, что, хотя Западный обряд в своё время был православным, его православие прекратилось после Великой схизмы. Этот аргумент, по сути, гласит, что, поскольку Западный обряд вымер в восточных церквях и, потому что непрерывная традиция является необходимым элементом литургической практики, от западного обряда следует отказаться и использовать только Византийский обряд.
Вызвали вопросы и степень аутентичности реконструированных западных чинопоследований имевшим место в древности обрядам. Протопресвитер Александр Шмеман, епископ Каллист (Уэр), и другие указывали на то, что древние западные обряды, сложившиеся в Западной церкви до разделения церквей, претерпели существенные изменения в ходе их дальнейшего развития, в связи с чем простое удаление filioque или добавление эпиклезы в евхаристический канон ещё не делают западные обряды полностью соответствующими православному вероучению. Протоиерей Игорь Шитиков отмечал: «Западный обряд, принятый в Зарубежной церкви нельзя назвать западным в чистом виде. <…> Там в литургические чины, если нет проскомидии и евхаристического канона добавляются вставки из литургии Иоанна Златоуста. А это уже не западный, а извращённый западный обряд».

### Западный обряд — униатство наоборот
Положение православных приходов западного обряда сравнивалось со статусом восточнокатолических церквей, находящихся в общении с Католической церковью, именуемых в православии «униатскими».
В анонимной статье на сайте pravoslavie.ru, где указывается, что этот довод «возможно, наиболее частое возражение против западного обряда в православии», и говорится «утверждение, что западнообрядные православные церкви — всего лишь „православные униаты“, не просто не соответствует действительности. Оно показывает весьма проблематичное непонимание самой сущности Унии как явления. Начнём с того, что униатские церкви — это именно бывшие православные общины, переход которых под власть Рима был вызван в главной степени политическими причинами, а не религиозными. Союз униатов и Рима на протяжении большей части времени поддерживали именно политические лидеры. Более того, униатские церкви (то есть Украинская, Мелькитская, Русинская и др. греко-католические общины) по многим вопросам не держатся тех же взглядов, что Римская церковь. <…> Западный же обряд никаким образом не может подпадать обвинению в „униатстве наоборот“. Если бы это соответствовало истине, западнообрядные общины должны были бы перейти под окормление православных епископов, сохранив при этом верность не только обрядам, но и собственной богословской гетеродоксии, и утверждая при этом, что для принадлежности к Церкви достаточно быть всего лишь верным православному епископу».

### Западный обряд способствует разобщению православия
Западный обряд также критикуется за то, что его введения приводит к разногласиям в православной среде и ведёт к разобщению православия на Западе. Следуя иным литургическим традициям, чем соседние с ними православные христиане византийского обряда, те, кто использует Западный обряд, не разделяют литургическое единство с ними и представляют незнакомое лицо большинству православных христиан. Это мнение наиболее ярко выражено митрополитом Каллистом (Уэром), который был особенно обеспокоен дальнейшей фрагментацией православия в неправославных странах, в данном случае в Великобритании.
Сторонники западного обряда в ответ на это обычно отмечают, что в ранней Церкви параллельно сосуществовали множество местных обрядов, что не мешало церковному единству: «Считается, что византийское литургическое единообразие в Православной церкви — относительно позднее и неестественное явление, результат несчастного случая в истории. Естественное состояние Церкви — догматического единство, выраженное в богатстве литургического разнообразия. Протопресвитер Александр Шмеман писал: „Единство обряда в Православной церкви — это сравнительно поздний феномен, и Церковь никогда не считала литургическое единообразие условием Её единства“. Конечно, византийская Литургия сыграла ключевую роль в сохранении сущности православия в течение веков. Однако такое развитие может иметь неблагоприятный эффект, который скрывает истинную кафоличность Православной церкви и создаёт препятствия для неправославных культур, которых в противном случае православие привлекло бы».

### Переход без перехода
Другая критика, часто выдвигаемая против западного обряда, сводится к тому, что люди, переходя из католичества в православие западного обряда, не понимают разницы между ними, и по сути не происходит их вхождения в православие. Примечательно, что архимандрит Дионисий (Шамбо), служивший в Русской православной церкви по западному обряду, охарактеризовал в 1952 году замену римо-католических догматов на православные при сохранении латинского обряда нежизнеспособной, указывая, что такой путь ведёт к тому, что люди, принимающие православие, на самом деле его совершенно не понимают. Как отмечал историк Андрей Кострюков, анализируя судьбу общин галликанского обряда во Франции, «непониманием православной экклесиологии можно объяснить спокойное отношение православных западного обряда к смене юрисдикций и склонность к расколам».
Игумен Андрей (Уэйд) упоминает о принятии в Русскую православную церковь католического прихода в деревне Монтальто-Дора с сохранением западного обряда, однако затем приход ушёл из православия так, что в деревне о православии не осталось никакой памяти.